# Kordonkirche (Penzing)
Die Kordonkirche (Maria Mutter der Gnade) ist eine römisch-katholische Pfarrkirche in der Wegerichgasse im 14. Wiener Gemeindebezirk Penzing.

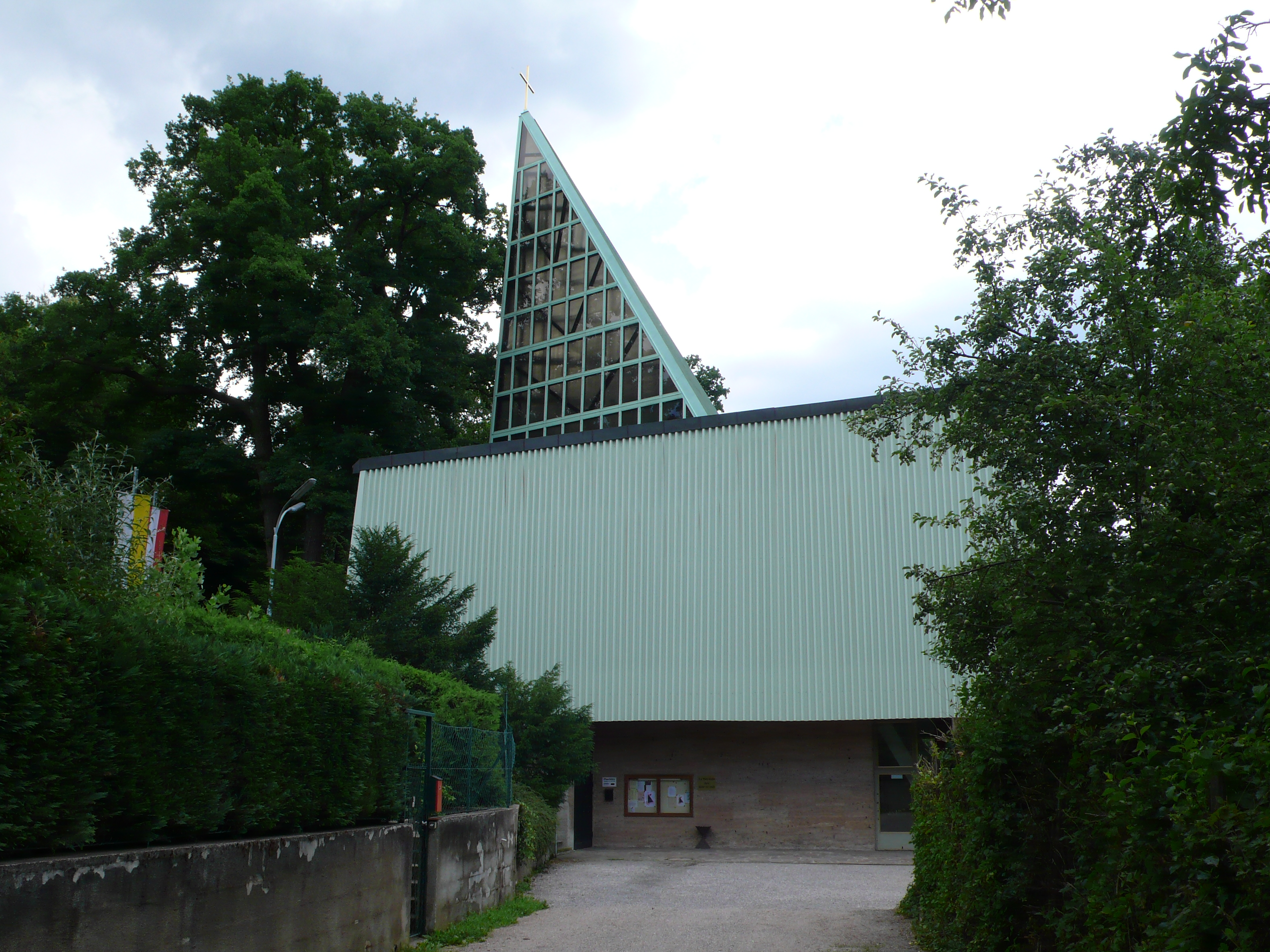
Kordonkirche

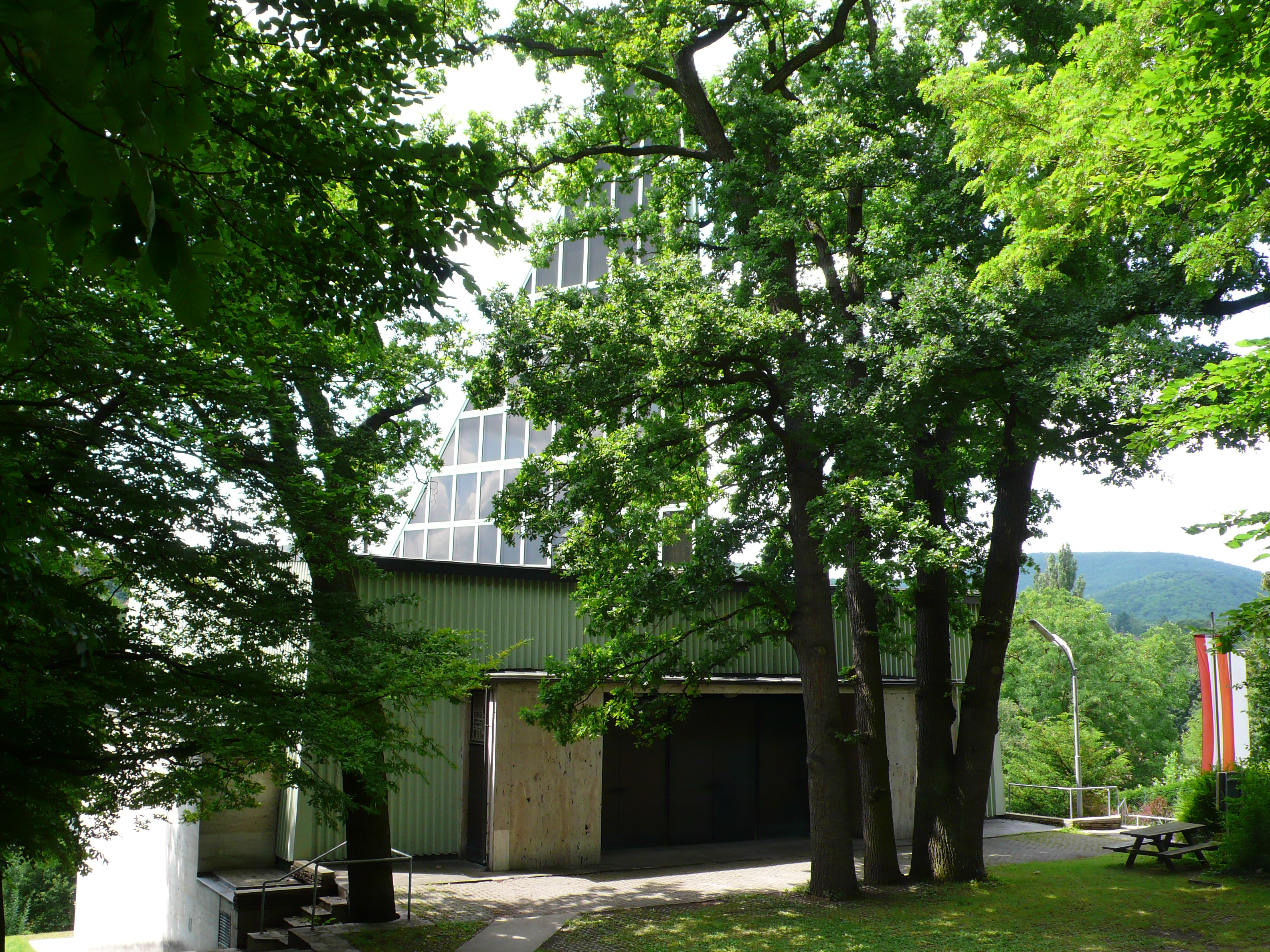
Kordonkirche Front

## Geschichte
An der Stelle einer ehemaligen Notkirche der Siedlung Kordon wurde in den Jahren 1969 bis 1974 nach den Plänen des Architekten Ladislaus Hruska die gegenwärtige Kirche errichtet. Während der Bauphase zerstörte 1972 ein Brand das Obergeschoß der fast fertigen Kirche, weshalb deren Weihe auf das Jahr 1974 verschoben werden musste.

## Gebäude
Die Glasfenster und eine Kunstspachtelarbeit auf Holzgrund ist von Heinrich Tahedl, ein Bronzekorpus am Holzgrund ist von Yrsa von Leistner, ein Kreuzweg aus klobigem Holz ist von Wilhelm Kocian.